# Encore Wire
Die Encore Wire Group ist ein US-amerikanisches Industrieunternehmen.
Der börsennotierte Konzern (Börsenkürzel: EW3) mit mehr als 1400 Beschäftigten (Stand: 2021) produziert Kabel und Drähte aus Aluminium und Kupfer und liefert Kabel für Innenräume in Geschäfts- und Industriegebäuden und Wohnhäusern. Kunden sind Großhändler im Elektrobereich, die ihrerseits Kabel an Elektroinstallateure verkaufen. Encore Wire vertreibt seine Produkte durch unabhängige Verkaufsrepräsentanten sowie innerhalb der eigenen Marketingkapazitäten. Der Hauptsitz des Konzerns sowie die Produktionsstätten befinden sich in McKinney, Texas, wo er im Jahr 1989 gegründet worden war. Der Umsatz lag 2021 bei 2,6 Milliarden US-Dollar. Encore Wire ist unter anderem an der Nasdaq gelistet.